# 마치다 다다미치
마치다 다다미치(일본어: 町田 忠道, 1981년 5월 23일 ~ )는 일본의 전 축구 선수이다.

## 구단 경력
과거 가시와 레이솔, 교토 퍼플 상가, 가와사키 프론탈레, 도쿄 베르디에서 활동하였다.